# Stenepteryx hirundinis
Stenepteryx hirundinis är en tvåvingeart som först beskrevs av Carl von Linné 1758.  Stenepteryx hirundinis ingår i släktet Stenepteryx, och familjen lusflugor. Arten är reproducerande i Sverige.

## Bildgalleri

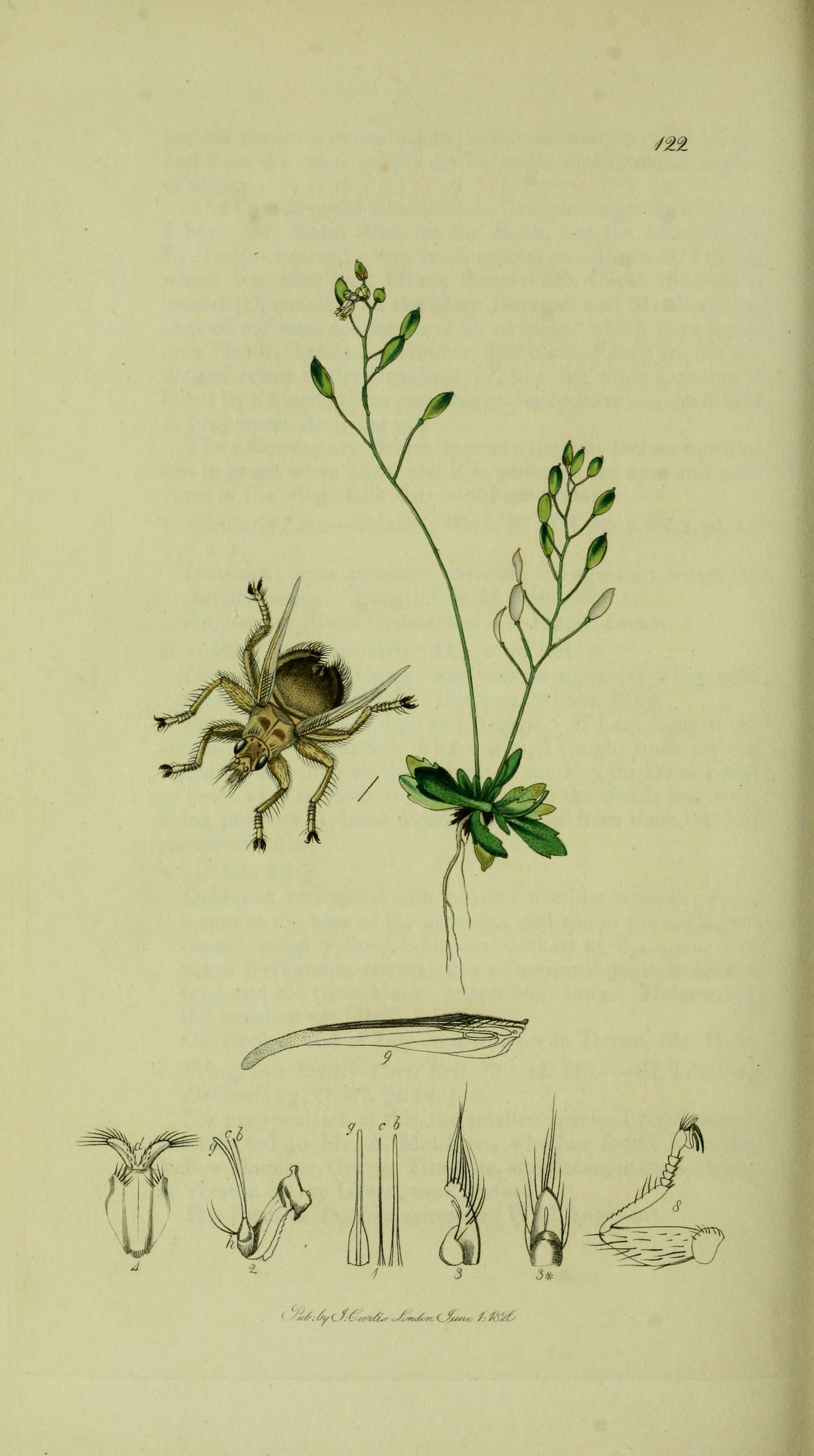
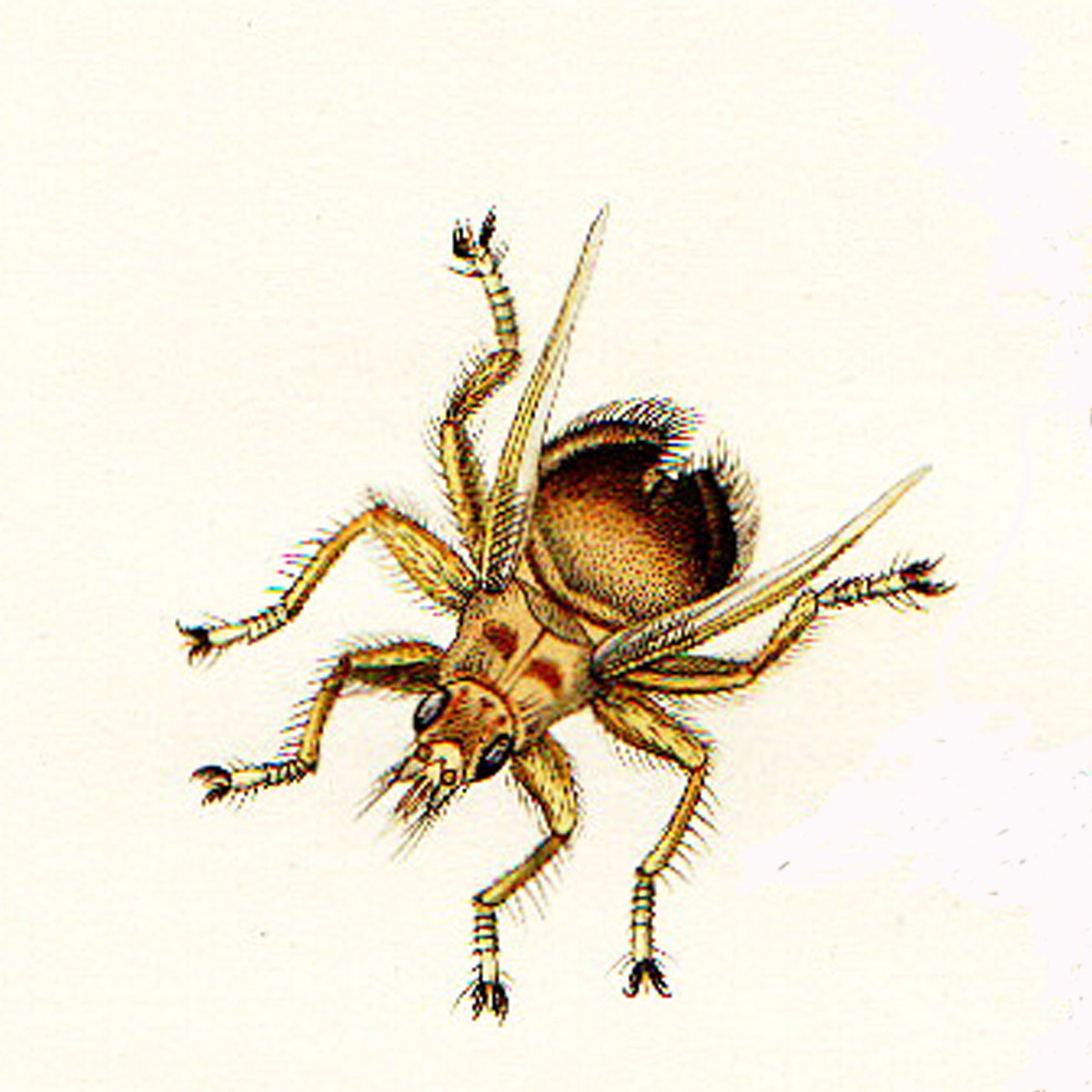
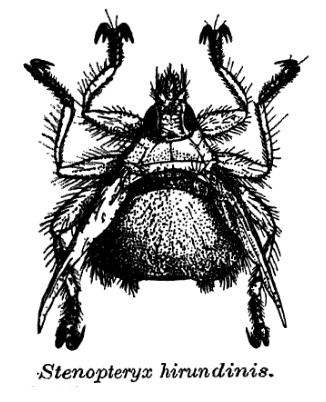